# ビート・ハプニング
ビート・ハプニング (英語: Beat Happening) は、1982年にワシントン州オリンピアで結成されたバンド。初期のアメリカンインディー・ロックにおけるLo-Fiムーヴメントの立役者だった。技術面に拘らず、原始的な録音技術を使用したスタイルが特徴的。

## 概要

### バンド結成
メンバーの3人は地元オリンピアのエバーグリーン州立大学にて出会い、1983年にはレコーディングを開始した。バンド名の由来は、ブレットの彼女が自作した映画、ビートニク・ハプニング(Beatnik Happening)から。初めにカルバンとヘザーは前のバンドメンバーであった、音楽経験の無いブレットを誘い、バンドを始めるため、日本へ向かった。結成にあたり、各メンバーの担当パートをドラム、ギター、ボーカルに分けていたが、当時はマラカスと中古品のシルバートーンのみで演奏していた。ヘザーはインタビューで、ドラムを借りたバンドのリストを見れば、ビート・ハプニングの歴史がわかると、冗談を飛ばしていた。
初期のレコーディングでは、リバーブレーターを使い、演奏経験の浅いブレッドの演奏パートに、重みをもたらしていた。

1984年にバンドは東京へ行ったが、ライブは行わなかった。日本での初ライブはカルバンが交換留学で知り合った、友人の高校で行った。

### スタジオアルバム
(1985年)に発売されたデビューアルバム、Beat Happeningは後に発売されるJamboreeと共に、高い評価を得た。1991年にDreamyのリリーズに当たり、ビート・ハプニングはインディー・ロックコミュニティにおいて、ロックに対する反主流として最も重要な存在となっていた。
最後にリリーズされたアルバム、You Turn Me Onにおいては、以前のアルバムの前例を打ち破った。
All Musicより「Masterpiece」と評価された。
このアルバムの発表を契機に、バンドメンバーは独自の活動に移っていく。しかし、2000年には約8年越しのシングル、"Angel Gone"をリリーズした。

2002年にはボックス・セット、Crashing Throughがリリーズされる。さらに特典としてブックレットが付属しており、バンドの歴史とLois Maffeoによるエッセイ、さらにはメンバーの貴重な写真が収められている。

### 現在の状況
公式に解散宣言は出されていないが、バンドは1990年からパフォーマンスを行っていない。

2005年にはモデスト・マウスのアイザック・ブロックにより、オール・トゥモローズ・パーティーズへ招待されたが、バンド側は丁重に招待を断った。 

### メンバー
- カルバン・ジョンソン　- ギター、ボーカル
- ブレント・ランズフォード　-　ギター、ドラム
- ヘザー・ルイス　- ギター、ドラム、ボーカル

## ディスコグラフィ
アルバム
- 1985年　- Beat Happening 　(Kレコーズ)
- 1988年　- Jamboree 　(Kレコーズ/ラフ・トレード・レコード)
- 1989年　- Black Candy 　(Kレコーズ/ラフ・トレード・レコード)
- 1991年　- Dreamy 　(Kレコーズ/サブ・ポップ)
- 1992年　- You Turn Me On 　(Kレコーズ/サブ・ポップ)

EPs
- 1984年　- Beat Happening Cassette 　(Kレコーズ)
- 1984年　- Three Tea Breakfast Cassette 　(Kレコーズ)
- 1988年　- Crashing Through EP' (53rd & 3rd)
- 1988年　- Beat Happening/Screaming Trees EP 　(Kレコーズ/Homestead)

コンピレーション
- 2002年　- Crashing Through 　(Kレコーズ)
- 2003年　- Music to Climb the Apple Tree By 　(Kレコーズ)

シングル
- 1984 - Our Secret / What's Important 　(Kレコーズ)
- 1987 - Look Around / That Girl 　(Kレコーズ)
- 1988 - Honey Pot / Don't Mix The Colors 　(53rd & 3rd) ソノシート
- 1990 - Red Head Walking / Secret Picnic Spot 　(サブ・ポップ)
- 1990 - Nancy Sin / Dreamy 　(Kレコーズ)
- 1991 - Sea Hunt / Knock On Any Door 　(Bi-Joopiter)
- 2000 - Angel Gone / Zombie Limbo Time 　(Kレコーズ)